# Liste der Bodendenkmale in Mertendorf (Sachsen-Anhalt)
In der Liste der Bodendenkmale in Mertendorf (Sachsen-Anhalt) sind alle Bodendenkmale der Gemeinde Mertendorf und ihrer Ortsteile aufgelistet. Grundlage ist die Veröffentlichung der Landesdenkmalliste mit Stand vom 25. Februar 2016. Die Baudenkmale sind in der Liste der Kulturdenkmale in Mertendorf (bei Naumburg) aufgeführt.
| Denkmal-ID | Fundart             | Ortsteil   | Bezeichnung                             | Zeitstellung | Lage                                                                                  | Bemerkungen | Bild |
| ---------- | ------------------- | ---------- | --------------------------------------- | ------------ | ------------------------------------------------------------------------------------- | --- | ---- |
| 428301148  | Grabmal > Grabhügel | Mertendorf | Grabhügel, eventuell auch ein Burghügel | undatiert    | unmittelbar auf dem Sporn über dem Ort ()                                             | ein großer und sehr deutlicher Hügel, aufgrund der exponierten Lage und Ausmaße auch ein Burghügel (Motte) möglich          |      |
| 428300181  | Befestigung > Burg  | Mertendorf | Spornburg „Himmelreich“                 | Mittelalter  | 0,2 km nördlich vom Ort (Lage)                                                        | Hochfläche ausgedehnt mit Steilhang im S,O,W; im Norden 2-fache Wall-Graben-Anlage                                          |      |
| 428301149  | Grabmal > Grabhügel | Mertendorf | Grabhügel?                              | undatiert    | westlich oberhalb vom Bahnhof Mertendorf, nördlich der Spornburg ‚Himmelreich‘ (Lage) | höchster Punkt eines Bergspornes                                                                                            |      |
| 428300171  | Befestigung > Burg  | Löbitz     | Wasserburg „Der Wal“                    | Mittelalter  | südlicher Ortsrand, ovale Insel im Dorfteich, „An der Froschweide“ (Lage)             | komplett von Wasser umgeben                                                                                                 |      |
| 428300166  | Befestigung > Burg  | Löbitz     | Wasserburg                              | Mittelalter  | Südrand des Ortes (Lage)                                                              | fast vollständig gut erhaltener Ringwall von z. T. beachtlicher Höhe auf der Wassergarte (Bach) im W Wall (besser) sichtbar |      |
| 428300050  | Grabmal > Grabhügel | Scheiplitz | Grabhügel „Eichholz“                    | Bronzezeit   | 0,6 km östlich vom Ort „Eichholz“ (Lage)                                              | |      |
| 428301147  | Grabmal > Grabhügel | Utenbach   | drei Grabhügel                          | undatiert    | 1 km nordöstlich von Utenbach, auf der Anhöhe über dem Leinewehbach (Lage)            | |      |